# القصوعة (بعدان)

تعديل مصدري - تعديل

القصوعة محلة تابعة لقرية ذي الدم، التابعة لعزلة حيسان بمديرية بعدان إحدى مديريات محافظة إب في الجمهورية اليمنية، بلغ تعداد سكانها 147 حسب تعداد اليمن لعام 2004.